# A Great Big Sled
"A Great Big Sled" é uma música da banda de rock americana The Killers. Ela foi gravada em meados de Novembro de 2006 e foi produzida por Alan Moulder. A canção é o primeiro single de natal do grupo. A esposa de Alan Moulder, Toni Halliday (fundadora e vocalista da banda Curve), participa da música como vocal de apoio.
A música foi lançada no dia 5 de Dezembro de 2006, sob a forma de download na loja virtual iTunes. Todo o lucro obtido com a venda deste single foi para as obras de caridade de Bono Vox contra a AIDS (a "RED campaign"). Um videoclipe para este single foi produzido, com imagens da banda participando de várias celebrações de Natal.

## Faixas
CD single
1. "A Great Big Sled" - 5:26

- US Promo

## Paradas musicais
| Paradas (2006)    | Melhor posição |
| ----------------- | -------------- |
| Billboard Hot 100 | 54             |
| UK Download Chart | 11             |

## Recepção
"A Great Big Sled" chegou a décima-primeira canção mais baixada no Reino Unido em dezembro de 2006. Na Billboard Hot 100, a principal parada musical dos Estados Unidos, a canção chegou a posição nº 54.